# MAR-290
MAR-290 – izraelska samobieżna wieloprowadnicowa wyrzutnia rakietowa. Stanowi ona połączenie podwozia czołgów M51 Isherman oraz Centurion i czteroprowadnicowej wyrzutni rakiet kalibru 290 mm. Ich produkcję rozpoczęto pod koniec lat 60. XX wieku, a do służby weszły w 1973 roku.
Pierwszy raz wyrzutnie MAR-290 zostały wykorzystane w boju podczas operacji „Pokój dla Galilei”.

## Historia
W trakcie wojny sześciodniowej Izrael przejął radzieckie samobieżne wyrzutnie rakietowe, które znajdowały się na wyposażeniu sił zbrojnych państwa arabskich, w szczególności Syrii i Egiptu. Z czasem na podstawie badań technicznych zdobytego sprzętu izraelska armia podjęła starania, żeby skonstruować własne mobilne wyrzutnie rakietowe, które byłyby dostosowane do wymagań ówczesnego pola walki.
Projekt ten otrzymał nazwę MAR-290 i pod koniec lat 60. XX wieku rozpoczęto prace nad skonstruowaniem nowego pojazdu. Konstrukcje pierwszych wyrzutni opierały się na podwoziu czołgu M51 Sherman (wersja ta nosiła nazwę Episkopi, hebr. אפיסקופי). Zamiast wieży na specjalnej platformie obrotowej zamontowana była czteroprowadnicowa wyrzutnia rakiet kalibru 290 mm. Takie połączenie pozwalało na operowanie wyrzutnią w trudnych warunkach terenowych, w których pojazdy kołowe nie poradziłyby sobie.
Na początku lat 80. XX wieku skonstruowano nową wersję MAR-290 na podwoziu czołgu Centurion (hebr. דור שני, Dor szeni, dosł. druga generacja lub hebr. אשל הירדן, Eszel ha-Jarden). Tym razem zmodyfikowano prowadnice wyrzutni i nadano im kształt tub o długości 6 m oraz zmieniono system ładowania.

## Dane techniczne

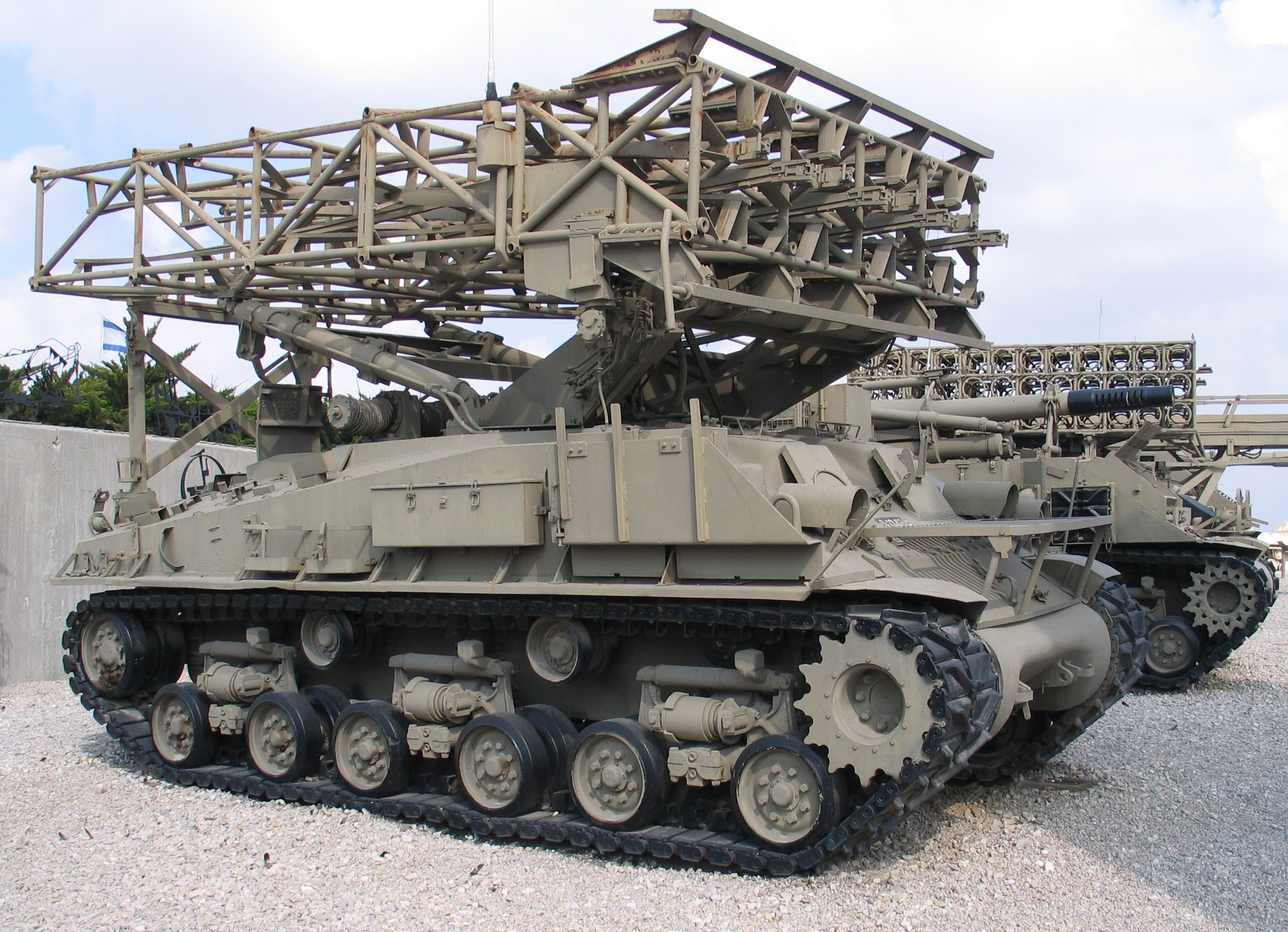
Wyrzutnia MAR-290 na podwoziu czołgu M51 Isherman - Episkopi

Pojazd miał długość 7,5 m, szerokość ok. 3,4 m oraz wysokość 3,4–3,6 m. MAR-290 mógł rozwijać prędkość około 35 km/h. Wersja na podwoziu Centuriona napędzana była dwunastocylindrowym silnikiem gaźnikowym Rolls-Royce Meteor o mocy 640 KM. Załoga wersji Eszel ha-Jardan miała się składać od czterech, a Episkopi z pięciu osób.
Wersja z podwoziem czołgu Centurion mogła pokonywać przeszkody pionowe o wysokości 0,9 m, rowy o szerokości 3,35 m oraz brody o głębokości 1,45 m bez wcześniejszego przygotowania.
Pocisk kalibru 290 mm do wyrzutni miał długość 5,45 m i ważył 600 kg. Zasięg wyrzutni MAR-290 na podwoziu M51 Ishermana wynosił 25 km, a w przypadku wyrzutni na podwoziu Centuriona zasięg zwiększono do 40 km. Pełna salwa zajmowała 10 s, a przeładowanie 10 min.
Pojazd wyposażony był dodatkowo w karabin maszynowy kalibru 7,62 mm.

## Użycie
Samobieżna wyrzutnia rakietowa MAR-290 została wprowadzona do wyposażenia izraelskiej armii w 1973 roku, ale nie wzięła udziału w wojnie Jom Kipur. Pierwszy raz wyrzutnie zostały użyte w boju w czasie wojny w Libanie w 1982 roku do ostrzału syryjskich zestawów przeciwlotniczych.